# Pierino Baffi
Pierino Baffi, född den 15 september 1930 i Vailate, död den 27 mars 1985 i Bergamo, var en italiensk landsvägscyklist som var professionell från 1953 till 1966. Han vann sammanlagt 13 etapper i Grand Tours och blev 1958 den andre (efter Miguel Poblet) att vinna minst en etapp i alla tre Grand Tours samma år.

## Meriter
| 1953 2:a i Coppa Agostoni 1955 Vinnare av etapperna 6 och 9 i Vuelta a España Vinnare av Coppa Città di Busto Arsizio 2:a i Coppa Agostoni 2:a i Giro del Veneto 8:a i Trofeo Baracchi med Giorgio Albani 8:a i Coppa Bernocchi (ITT) 8:a i Milano–Modena 1956 Vinnare av Giro della Romagna Vinnare av Milano–Vignola Vinnare av etapp 1 i Giro d'Italia 3:a i linjelopp vid Italienska mästerskapen 3:a i Coppa Bernocchi (ITT) 4:a i Giro della Provincia di Reggio Calabria 5:a i Giro dell'Emilia 7:a i Trofeo Baracchi med Fiorenzo Magni 8:a i Giro del Piemonte 1957 Vinnare av etapperna 8 och 19 i Tour de France 2:a i Trofeo Matteotti 5:a i Milano–Mantova 7:a i Giro della Provincia di Reggio Calabria 8:a i Giro della Romagna 1958 Vinnare av etapperna 10, 16 och 24 i Tour de France Vinnare av etapp 12 i Giro d'Italia Vinnare av etapperna 3 och 14 i Vuelta a España 4:a i Milano–Mantova 4:a i Trofeo Baracchi med Bruno Costalunga 8:a i Milano–Sanremo 9:a i Milano–Vignola 9:a i Giro della Provincia di Reggio Calabria 10:a i Giro di Toscana | 1959 Vinnare av etapp 7b i Gran Premio Ciclomotoristico delle Nazioni 3:a i Paris–Nice–Rom Vinnare av etapp 9 3:a i Giro di Campania 3:a i GP di Prato 5:a i Giro di Toscana 1960 Vinnare av Giro dell'Emilia Vinnare av etapp 6 i Giro d'Italia 2:a i Milano–Mantova 3:a i Giro della Provincia di Reggio Calabria 3:a i Giro di Campania 7:a totalt i Gran Premio Ciclomotoristico delle Nazioni Vinnare av etapp 4a 1961 Vinnare av etapp 2b i Tre Giorni del Sud Vinnare av etapp 5 i Menton–Roma 2:a i Milano–Mantova 3:a i Giro di Campania 7:a i Trofeo Baracchi med Arnaldo Pambianco 9:a i Giro di Toscana 10:a i Milano–Torino 10:a i Giro della Provincia di Reggio Calabria 1962 Vinnare av Coppa Bernocchi Vinnare av Trofeo Matteotti Vinnare av GP Europhon 9:a i Trofeo Baracchi med Livio Trapè 1963 Vinnare av Trofeo Matteotti Vinnare av etapp 2 i Giro d'Italia Vinnare av etapperna 1 och 4 i Tour de Luxembourg 2:a i Giro di Romagna 2:a i Giro di Campania 5:a i Züri Metzgete |